# Rába H25
A Rába H25 egy magyar gyártású, nagy teherbírású terepjáró tehergépjármű. Az 1980-as évek végén kezdték el fejleszteni a MAN katonai gépjárművei alapján, melynek emiatt számos alkatrésze MAN gyártmány. 
A NATO előírásainak és a legmodernebb környezetvédelmi szabályoknak megfelelő jármű.
A Rába H25-ös gépjármű a H18-as közepes teherbírású gépjármű megnövelt terhelhetőségű változata szintén három tengellyel. A billenthető 1+2 személyes fülke a sajtolt U profilokból összeállított létraalváz elején kapott helyet. Alatta a motor, mögötte a rakfelület helyezkedik el. A motor turbófeltöltős, hűtőrendszere zárt. A motor és a fülke is a MAN terméke. A járművet kipufogófékkel gyártják. A merev hidakat laprugók kapcsolják az alvázhoz, hidraulikus lengéscsillapítóval. A sebességváltómű teljesen szinkronizált, az osztómű zárható differenciálművel van ellátva. Kerekek közti differenciálzárral is rendelkezik. A kormánymű hidraulikus, golyósorsos szervókormány. Csörlője hidrostatikus meghajtású.
Keréknyomása menet közben változtatható.
A járművet főleg a különleges felépítmények hordozására fejlesztették ki, megoldották a PLS rendszer alkalmazását is.
Gyártója a Rába Járműipari Holding üzleti egysége, a Rába Jármű Kft. A Rába Jármű Kft. és beszállító partnerei a Magyar Honvédség tenderén a katonai terepjáró kategória mind az 5 osztályában elnyerték 15 évre a kizárólagos beszállítói státuszt.

## Technikai adatok
- Típus:: Rába H25 (H25.206)
- Össz. gördülőtömeg: 25 000 kg (24 000 kg műúton/22 000 kg terepen)
- Saját tömeg: 10300[10000] kg
- Szállítható tömeg: 14 700 kg (14 000 kg műúton/12 000 kg terepen)
- Kerékképlet: 6×6
- Hosszúság: 7965 mm (7190 mm)
- Szélesség: 2496 mm (2490 mm)
- Magasság: 3015 mm
- Hasmagasság: 395 mm
- Terepszög elöl/hátul: 40°/35°
- Minimális fordulókörsugár: 11,2 m
- Nyomtáv elöl/hátul: 1830 mm/1830 mm
- Tengelytáv: AB:3850 mm - BC:1350 mm
- Max. sebesség műúton: 95,3 km/h
- Üzemanyagtartály térfogata: 250 l
- Hatótáv műúton: 1110 km
- Lejtőmászó képesség: 30°
- Gázlóképesség: 1,2 m
- Kerékabroncsok száma/mérete: 6+1/14.00 R 20
- Motor típusa: MAN D0826 LF 04 (EURO I-es)
- Motor rendszere: dízelüzemű, vízhűtéses, turbófeltöltős
- Hengerek elrendezése/száma: soros/6
- Max. teljesítmény (kw/LE): 198/270
- Sebességváltómű: 9+1 fokozatú, kézikapcsolású
- Tengelykapcsoló: egytárcsás, száraz, hidraulikus működtetéssel
- Üzemi fékrendszer: kétkörös légfék, fékerőszabályozós
- Rögzítő fékrendszer: rugóerőtárolós
- Elektromos rendszer: 24 V

## Külső hivatkozások
- Rába H25 műszaki specifikáció Archiválva 2008. december 9-i dátummal a Wayback Machine-ben – Rába.hu
- Rába H–25 – Magyar Teherautók honlapja
- Drift sok keréken, még több tonnával – Totalcar